# Ліга чемпіонів ЄКВ
Ліга чемпіонів ЄКВ (англ. CEV Champions League) — щорічний волейбольний турнір за участю найкращих європейських клубів, що проходить під егідою Європейської конфедерації волейболу. Розігрують як чоловічі, так і для жіночі клуби.

## Загальна інформація
Ідея проведення змагань за Кубок європейських чемпіонів (така назва була до 2000 року) належить федерації волейболу Румунії, яка в 1958 році звернулася з такою ініціативою до FIVB. У 1960 році відбувся перший розіграш почесного трофею серед чоловічих команд, з 1961 року за звання найсильнішого клубу континенту змагалися також і жінки. На початку 1960-х у чоловічому турнірі брали участь африканські клуби: у сезоні 1960/61 — «Етуаль» із Тунісу, у сезоні 1962/63 — «Замалек» з Каїра та «Касабланка» (Марокко), у сезоні 1963/64 — «Касабланка».
Спочатку на всіх етапах турніру діяла система ігор з вибуванням, на кожній стадії переможця визначали за результатом двох матчів. У 1965—1971 роках змінили формат фіналу: у випадках, коли фіналісти обмінювалися перемогами, проводили третій матч на нейтральному майданчику. З 1972 до 1988 рік турнір складався з кількох етапів, які проводили за кубковою системою, фінальна стадія була одноколовим турніром чотирьох команд. Згодом з'явився груповий етап, плей-оф та вирішальна стадія турніру — «Фінал чотирьох» (півфінали та фінали за 1-е і 3-є місця, які проходять в одному місті за два дні).
Господаря «Фіналу чотирьох» визначають рішенням Європейської конфедерації волейболу або ще до початку турніру (і ця команда виступала на груповому етапі поза конкурсом і звільнялась від плей-оф), або за результатами групового етапу. В останньому випадку 1/8 і 1/4 фіналу були так званими «раунд дванадцяти» і «раунд шести»; команда, яка приймала «Фінал чотирьох», в них участі не брала і автоматично ставала півфіналістом. Виключеннями став сезон-2008/09 чоловічої Ліги чемпіонів, «Фінал чотирьох» який пройшов у Празі без участі чеського клубу і жіноча Ліга чемпіонів сезону 2011/12 років, місцем проведення «Фіналу чотирьох» якої було вибрано Баку, проте два клуби з цього міста грали в 1/8 і 1/4 фіналу на загальних засадах.
У сезоні 2009/10 і в двох наступних розіграшах брали участь 24 команди, з яких після групового попереднього етапу 9 колективів з гіршими результатами припиняли боротьбу на євроарені, 4 команди відправлялись у «Челендж-раунд» Кубку ЄКВ, а з 13 команд, що залишились, одна вибиралась господарем «Фіналу чотирьох» і звільнялась від матчів «раунду дванадцяти» і «раунду шести». Безпрецедентна ситуація відбулась в сезоні-2009/10: «Фінал чотирьох» у Лодзі, призначений на 10 і 11 квітня, був перенесений на 1 і 2 травня у зв'язку із загибеллю в авіакатастрофі у Смоленську президента Польщі Леха Качиньського, відомих політичних, воєнних та національних діячів країни.
Формат жіночої Ліги чемпіонів у цілому аналогічний чоловічій, але відрізняється, як правило, меншою кількістю учасників (2009/10 — 16 команд, 2010/11 і 2011/12 — 20). У сезоні-2014/15 у чоловічому турнірі брали участь 28 команд, у жіночому — 20.
У сезоні — 2008/09 і в чоловічому, і в жіночому  турнірах було введено випробуваний раніше в Кубку ЄКВ та Кубку виклику «золотий сет» (екстра-сет) для визначення переможців двоматчевих протистояннях на стадії плей-оф: у тому випадку, якщо суперники обмінювались перемогами з однаковим рахунком, то після завершення другого матчу проводилась додаткова партія до 15 очок. Перший екстра-сет у жіночій Лізі чемпіонів було призначено 12 березня 2009 року в матчі «раунду шести» жіночого турніру «Бергамо» — «Скаволіні» (15:11), так як суперники по черзі обіграли один в одного в гостях у чотирьох партіях. У чоловічій Лізі чемпіонів екстра-сет вперше розіграли 10 березня 2010 року також на стадії «раунду шести»  словенський «Блед» та австрійський «Гіпо Тіроль». З сезону — 2010/11 екстра-сет став призначатись у «раунді дванадцяти» та «раунді шести» у всіх випадках, коли команди по одному разу обігрували одна одну, незалежно від результатів цих матчів. З сезону — 2013/14 «золотий сет» проводиться тільки у випадках сумарного рахунку за партіями 3:3, 4:3, 4:4 або 5:5.
У березня 2012 року на матчах «Фіналу чотирьох» чоловічої Ліги чемпіонів у Лодзі вперше застосували електронну систему відслідковування польоту м'яча, подібну на систему «Око яструба», якою користуються в тенісі для вирішення спірних ігрових моментів.
Формат Кубку європейських чемпіонів, який діяв до сезону-2000/01, передбачав участь у турнірі команд-чемпіонів своїх країн; у випадку перемоги в головному єврокубку з'являлась можливість заявити на наступний турнір два клуби. Нині в Лізі чемпіонів країни з найбільш сильними внутрішніми чемпіонатами (Італія, Польща) мають можливість заявляти по 3 команди, із дещо слабшими  (Німеччина, Туреччина, Чехія, Бельгія), якими можуть бути переможці та призери національних ліг. Відбіркових турнірів у волейбольній Лізі чемпіонів немає — представництво різних країн у головному клубному турнірі Європи визначається за рейтингом Європейської конфедерації волейболу і за спеціальними запрошеннями від ЄКВ.

## Історія
Найбільшу кількість перемог у чоловічому турнірі має московське ЦСКА (13), якому в 1960—1970-ті роки складали конкуренцію насамперед клуби з Румунії (по 3 перемоги в столичних «Рапіда» та «Динамо») та Чехословаччини, а в 1980-ті роки — італійські команди. В 1990-ті роки італійці домінували в головному єврокубку, вигравши 9 турнірів поспіль: найбільша кількість титулів — у «Модени» (4), у «Сіслея» та «Равенни» — по 3. Найбільшу кількість перемог у турнірі формату Ліги чемпіонів отримав «Зеніт» (4).

## Призери

### Кубок європейських чемпіонів
| Рік     | Місто              |                                | Фінал       | Фінал                         | Фінал                                   |  | Півфіналісти | Півфіналісти |
| Рік     | Місто              | Золото                         | Рахунок     | Срібло                        | Бронза                                  |  |              |              |
| 1959-60 | Москва Бухарест    | «ЦСКА» Москва)                 | 3:0 3:1     | «Рапід» (Бухарест)            | «АЗС-АВФ» (Варшава) «Левскі» (Софія)    |  |              |              |
| 1960-61 | Бухарест Москва    | «Рапід» (Бухарест)             | 3:0 3:2     | «ЦСКА» (Москва)               | «Дукла» (Ліберець) «Міньор» (Пернік)    |  |              |              |
| 1961-62 | Москва Бухарест    | «ЦСКА» (Москва)                | 2:3 3:1     | «Рапід» (Бухарест)            | «АЗС-АВФ» (Варшава) «Уйпешт» (Будапешт) |  |              |              |
| 1962-63 | Бухарест Москва    | «Рапід» (Бухарест)             | 3:1 3:0     | «ЦСКА» (Москва)               | «Легія» (Варшава) «ЦСКА» (Софія)        |  |              |              |
| 1963-64 | Лейпциг Загреб     | «Лейпциг»                      | 3:1         | «Младость» (Загреб)           | «Дукла» (Колін) «Міньор» (Пернік)       |  |              |              |
| 1964-65 | Бухарест Пернік    | «Рапід» (Бухарест)             | 1:3 3:1 3:2 | «Міньор» (Пернік)             | «Славія» (Прага) «Лейпциг»              |  |              |              |
| 1965-66 | Бухарест           | «Динамо» (Бухарест)            | 3:1 3:2     | «Рапід» (Бухарест)            | «ЦСКА» (Москва)                         |  |              |              |
| 1966-67 | Бухарест           | «Динамо» (Бухарест)            | 1:3 3:1 3:2 | «Рапід» (Бухарест)            | «ПВК Олімп» (Прага) «Лейпциг»           |  |              |              |
| 1967-68 | Брно Бухарест      | «Спартак» (Брно)               | 1:3 3:0 3:2 | «Динамо» (Бухарест)           | «Легія» (Варшава)                       |  |              |              |
| 1968-69 | Софія Бухарест     | «ЦСКА» (Софія)                 | 3:0 3:2     | «Стяуа» (Бухарест)            | «Спартак» (Брно)                        |  |              |              |
| 1969-70 | Алма-Ата Брно      | «Буревісник» (Алма-Ата)        | 3:0 3:1     | «Зетор Збройовка» (Брно)      | «Чепель» (Будапешт)                     |  |              |              |
| 1970-71 | Алма-Ата Брно      | «Буревісник» (Алма-Ата)        | 2:3 3:1 3:2 | «Зетор Збройовка» (Брно)      | «ЦСКА» (Софія) «Лейпциг»                |  |              |              |
| 1971-72 | Брюссель           | «Зетор Збройовка» (Брно)       |             | «Дельталлойд» (Амстелвен)     | «Руіні» (Флоренція)                     |  |              |              |
| 1972-73 | Дерне              | «ЦСКА» (Москва)                |             | «Ресовія» (Ряшів)             | «Руда Гвезда» (Прага)                   |  |              |              |
| 1973-74 | Париж              | «ЦСКА» (Москва)                |             | «Динамо» (Бухарест)           | «Лейпциг»                               |  |              |              |
| 1974-75 | Амстелвен          | «ЦСКА» (Москва)                |             | «Лейпциг»                     | «Зетор Збройовка» (Брно)                |  |              |              |
| 1975-76 | Брюссель           | «Дукла» (Ліберець)             |             | «Славія» (Софія)              | «Спартак» (Суботиця)                    |  |              |              |
| 1976-77 | Пієксямякі         | «ЦСКА» (Москва)                |             | «Динамо» (Бухарест)           | ЦСКА «Септемврійско Знаме» (Софія)      |  |              |              |
| 1977-78 | Базель             | «Пломень-Міловиці» (Сосновець) |             | «Старліфт» (Ворбюрг)          | «Аеро» (Одолена-Вода)                   |  |              |              |
| 1978-79 | Брюссель           | «Червена Гвезда» (Братислава)  |             | «Стяуа» (Бухарест)            | «Пломень-Міловиці» (Сосновець)          |  |              |              |
| 1979-80 | Анкара             | «Торіно» (Турин)               |             | «Червена Гвезда» (Братислава) | «Еджзаджибаші» (Стамбул)                |  |              |              |
| 1980-81 | Пальма-де-Мальорка | «Динамо» (Бухарест)            |             | «ЦСКА» (Москва)               | «Гвардія» (Вроцлав)                     |  |              |              |
| 1981-82 | Париж              | «ЦСКА» (Москва)                |             | «Торіно» (Турин)              | «Динамо» (Бухарест)                     |  |              |              |
| 1982-83 | Парма              | «ЦСКА» (Москва)                |             | «Канн» (Канни)                | «Парма»                                 |  |              |              |
| 1983-84 | Базель             | «Парма»                        |             | «Младость» (Загреб)           | «Дукла» (Ліберець)                      |  |              |              |
| 1984-85 | Брюссель           | «Парма»                        |             | «Младость» (Загреб)           | «ЦСКА» (Софія)                          |  |              |              |
| 1985-86 | Парма              | «ЦСКА» (Москва)                |             | «Парма»                       | «Мартінус» (Амстелвен)                  |  |              |              |
| 1986-87 | Гертогенбос        | «ЦСКА» (Москва)                |             | «Модена Воллей»               | «Мартінус» (Амстелвен)                  |  |              |              |
| 1987-88 | Лор'ян             | «ЦСКА» (Москва)                | 3:0         | «Модена Воллей»               | «Мартінус» (Амстелвен)                  |  |              |              |
| 1988-89 | Пірей              | «ЦСКА» (Москва)                | 3:1         | «Модена Воллей»               |                                         |  |              |              |
| 1989-90 | Амстелвен          | «Модена Воллей»                | 3:2         | «Фрежюс»                      | «Пальма-де-Майорка»                     |  |              |              |
| 1990-91 | Модена             | «ЦСКА» (Москва)                | 3:1         | «Парма»                       | «Модена Воллей»                         |  |              |              |
| 1991-92 | Пірей              | «Равенна»                      | 3:0         | «Олімпіакос» (Пірей)          | «ЦСКА» (Москва)                         |  |              |              |
| 1992-93 | Пірей              | «Равенна»                      | 3:0         | «Парма»                       | «Олімпіакос» (Пірей)                    |  |              |              |
| 1993-94 | Брюссель           | «Равенна»                      | 3:0         | «Парма»                       | «Маєс Пілс» (Зеллік)                    |  |              |              |
| 1994-95 | Модена             | «Сіслей» (Тревізо)             | 3:0         | «Равенна»                     | «Олімпіакос» (Пірей)                    |  |              |              |
| 1995-96 | Болонья            | «Модена»                       | 3:1         | «Дахау»                       | «Сіслей» (Тревізо)                      |  |              |              |
| 1996-97 | Відень             | «Модена»                       | 3:0         | «Ноліко» (Маасейк)            | «Младость» (Загреб)                     |  |              |              |
| 1997-98 | Нові-Сад           | «Модена»                       | 3:0         | «Унікаха» (Альмерія)          | «Парі Воллей» (Париж)                   |  |              |              |
| 1998-99 | Альмерія           | «Сіслей» (Тревізо)             | 3:0         | «Ноліко» (Маасейк)            | «Фрідріхсгафен»                         |  |              |              |
| 1999-00 | Тревізо            | «Сіслей» (Тревізо)             | 3:1         | «Фрідріхсгафен»               | «Ноліко» (Маасейк)                      |  |              |              |

### Ліга чемпіонів
| Рік     | Місто                             |                                   | Фінал                             | Фінал                                   | Фінал                                                        |                                   | Півфіналісти                      | Півфіналісти |
| Рік     | Місто                             | Золото                            | Рахунок                           | Срібло                                  | Бронза                                                       |                                   |                                   |              |
| 2000-01 | Париж                             | «Парі Воллей» (Париж)             | 3:2                               | «Сіслей» (Тревізо)                      | «Рома» (Рим)                                                 |                                   |                                   |              |
| 2001-02 | Ополе                             | «Лубе Воллей» (Мачерата)          | 3:1                               | «Олімпіакос» (Пірей)                    | «Іракліс» (Салоніки)                                         |                                   |                                   |              |
| 2002-03 | Мілан                             | «Локомотив-Білогір'я» (Бєлгород)  | 3:0                               | «Модена Воллей» (Модена)                | «Мостосталь» (Кендзежин-Козле)                               |                                   |                                   |              |
| 2003-04 | Бєлгород                          | «Локомотив-Білогір'я» (Бєлгород)  | 3:0                               | «Іскра» (Одинцово)                      | «Тур»                                                        |                                   |                                   |              |
| 2004-05 | Салоніки                          | «Тур»                             | 3:1                               | «Іракліс» (Салоніки)                    | «Локомотив-Білогір'я» (Бєлгород)                             |                                   |                                   |              |
| 2005-06 | Рим                               | «Сіслей» (Тревізо)                | 3:1                               | «Іракліс» (Салоніки)                    | «Локомотив-Білогір'я» (Бєлгород)                             |                                   |                                   |              |
| 2006-07 | Москва                            | «Фрідріхсгафен»                   | 3:1                               | «Тур»                                   | «Динамо» (Москва)                                            |                                   |                                   |              |
| 2007-08 | Лодзь                             | «Динамо-Таттрансгаз» (Казань)     | 3:2                               | «Копра» (П'яченца)                      | «Скра» (Белхатів)                                            |                                   |                                   |              |
| 2008-09 | Прага                             | «Трентіно» (Тренто)               | 3:1                               | «Іракліс» (Салоніки)                    | «Іскра» (Одинцово)                                           |                                   |                                   |              |
| 2009-10 | Лодзь                             | «Трентіно» (Тренто)               | 3:0                               | «Динамо» (Москва)                       | «Скра» (Белхатів)                                            |                                   |                                   |              |
| 2010-11 | Больцано                          | «Трентіно» (Тренто)               | 3:1                               | «Зеніт» (Казань)                        | «Динамо» (Москва)                                            |                                   |                                   |              |
| 2011-12 | Лодзь                             | «Зеніт» (Казань)                  | 3:2                               | «Скра» (Белхатів)                       | «Трентіно» (Тренто)                                          |                                   |                                   |              |
| 2012-13 | Омськ                             | «Локомотив» (Новосибірськ)        | 3:2                               | «П’ємонт Воллей» (Кунео)                | «Зеніт» (Казань)                                             |                                   |                                   |              |
| 2013-14 | Анкара                            | «Білогір'я» (Бєлгород)            | 3:1                               | «Галкбанк» (Анкара)                     | «Ястшембський Венґель» (Ястшембе-Здруй)                      |                                   |                                   |              |
| 2014-15 | Берлін                            | «Зеніт» (Казань)                  | 3:0                               | «Ресовія» (Ряшів)                       | «Берлін Рециклінг Воллейс» (Берлін)                          |                                   |                                   |              |
| 2015-16 | Краків                            | «Зеніт» (Казань)                  | 3:2                               | «Трентіно» (Тренто)                     | «Лубе Воллей» (Чивітанова-Марке)                             |                                   |                                   |              |
| 2016-17 | Рома                              | «Зеніт» (Казань)                  | 3:0                               | «Сір Колуссі Сікома» (Перуджа)          | «Лубе Воллей» (Чивітанова-Марке)                             |                                   |                                   |              |
| 2017-18 | Казань                            | «Зеніт» (Казань)                  | 3:2                               | «Лубе Воллей» (Чивітанова-Марке)        | «Сір Колуссі Сікома» (Перуджа)                               |                                   |                                   |              |
| 2018-19 | Берлін                            | «Кучіне-Лубе» (Чивітанова-Марке)  | 3:1                               | «Зеніт» (Казань)                        | «Сір Колуссі Сікома» (Перуджа) «Скра» (Белхатів)             |                                   |                                   |              |
| 2019-20 | Скасовано через пандемію COVID-19 | Скасовано через пандемію COVID-19 | Скасовано через пандемію COVID-19 | Скасовано через пандемію COVID-19       | Скасовано через пандемію COVID-19                            | Скасовано через пандемію COVID-19 | Скасовано через пандемію COVID-19 |              |
| 2020-21 | Верона                            | «ЗАКСА» (Кендзежин-Козьле)        | 3:1                               | «Трентіно Воллей» (Тренто)              | «Сір Колуссі Сікома» (Перуджа) «Зеніт» (Казань)              |                                   |                                   |              |
| 2021-22 | Любляна                           | «ЗАКСА» (Кендзежин-Козьле)        | 3:0                               | «Трентіно Воллей» (Тренто)              | «Сір Колуссі Сікома» «Ястшембський Венґель» (Ястшембе-Здруй) |                                   |                                   |              |
| 2022-23 | Турин                             | ЗАКСА (Кендзежин-Козьле)          | 3:2                               | «Ястшембський Венґель» (Ястшембе-Здруй) | «Сір Колуссі Сікома» (Перуджа) «Галкбанк» (Анкара)           |                                   |                                   |              |
| 2023-24 | Анталія                           | «Трентіно Воллей» (Тренто)        | 3:0                               | «Ястшембський Венґель» (Ястшембе-Здруй) | «Лубе Воллей» (Трея) «Зіраат Банкаси» (Анкара)               |                                   |                                   |              |
| 2024-25 | Лодзь                             | «Перуджа» (Перуджа)               | 3:2                               | «Варта Заверці» (Заверці)               | «Ястшембський Венґель» (Ястшембе-Здруй) «Галкбанк» (Анкара)  |                                   |                                   |              |

## Переможці турніру
| Клуб                             | Титулів | Переможні роки                                                                                              |
| -------------------------------- | ------- | --- |
| «ЦСКА» (Москва)                  | 13      | 1959-60, 1961-62, 1972-73, 1974-75, 1976-77, 1981-82, 1982-83, 1985-86, 1986-87, 1987-88, 1988-89, 1990-91. |
| «Зеніт» (Казань)                 | 6       | 2007-08, 2011-12, 2014-15, 2015-16, 2016-17, 2017-18.                                                       |
| «Модена»                         | 4       | 1989-90, 1995-96, 1996-97, 1997-98.                                                                         |
| «Сіслей» (Тревізо)               | 4       | 1994-95, 1998-99, 1999-00, 2005-06.                                                                         |
| «Трентіно» (Тренто)              | 4       | 2008-09, 2009-10, 2010-11, 2023-24.                                                                         |
| «Рапід» (Бухарест)               | 3       | 1960-61, 1962-63, 1964-65.                                                                                  |
| «Динамо» (Бухарест)              | 3       | 1965-66, 1966-67, 1980-81.                                                                                  |
| «Равенна»                        | 3       | 1991-92, 1992-93, 19931994.                                                                                 |
| «Локомотив-Білогір'я» (Бєлгород) | 3       | 2002-03, 2003-04, 2013-14.                                                                                  |
| «ЗАКСА» (Кендзежин-Козьле)       | 3       | 2020-21, 2021-22, 2022-23.                                                                                  |
| «Спартак» (Брно)                 | 2       | 1967-68, 1971-72.                                                                                           |
| «Буревісник» (Алма-Ата)          | 2       | 1969-70, 1970-71.                                                                                           |
| «Парма»                          | 2       | 1983-84, 1984-85.                                                                                           |
| «Лубе Воллей» (Мачерата)         | 2       | 2001-02, 2018-19.                                                                                           |
| «Лейпциг»                        | 1       | 1963-64. |
| «ЦСКА» (Софія)                   | 1       | 1968-69. |
| «Дукла» (Ліберець)               | 1       | 1975-76. |
| «Пломень-Міловиці» (Сосновець)   | 1       | 1977-78. |
| «Червена Гвезда» (Братислава)    | 1       | 1978-79. |
| «Торіно» (Турин)                 | 1       | 1979-80. |
| «Парі Воллей» (Париж)            | 1       | 2000-01. |
| «Тур»                            | 1       | 2004-05. |
| «Фрідріхсгафен»                  | 1       | 2006-07. |
| «Білогір'я» (Бєлгород)           | 1       | 2012-13. |
| «Перуджа» (Перуджа)              | 1       | 2024-25. |

## Найцінніший гравець сезону
- 2001–02 –  Марко Браччі
- 2002–03 –  Сергій Тетюхін
- 2003–04 –  Андрій Єгорчев
- 2004–05 –  Владимир Николов
- 2005–06 –  Алессандро Фей
- 2006–07 –  Йохен Шепс
- 2007–08 –  Клей Стенлі
- 2008–09 –  Матей Казійський
- 2009–10 –  Османі Хуанторена
- 2010–11 –  Османі Хуанторена
- 2011–12 –  Маріуш Влязлий
- 2012–13 –  Маркус Нільссон
- 2013–14 –  Сергій Тетюхін
- 2014–15 –  Вільфредо Леон
- 2015–16 –  Вільфредо Леон
- 2016–17 –  Максим Михайлов
- 2017–18 –   Максим Михайлов
- 2018–19 –  Османі Хуанторена
- 2019–20 – Турнір скасовано через пандемію COVID-19
- 2020–21 –  Александер Слівка
- 2021–22 –  Каміль Семенюк
- 2022–23 –  Девід Сміт
- 2023–24 –  Алессандро Мікелетто
- 2024–25 –  Сімоне Джаннеллі